# Маяк Македонии
Маяк Македонии“ (греч. Φάρος της Μακεδονίας — «Фарос тис Македониас») — греческая газета, издавалась в столице Османской Македонии, городе Фессалоники, в период с 1880 по 1893 год. 
“Маяк Македонии” являлся преемником газеты „Гермес“ (1875 - 1882). 
Газета издавалась по вторникам и четвергам. 
Период издания газеты предшествует началу Борьбы за Македонию и характеризуется постепенным обострением как греко-турецких, так и греко-болгарских отношений.
В силу этого, кроме своей обычной ежедневной тематики, газета отображает также межнациональные страсти того периода.

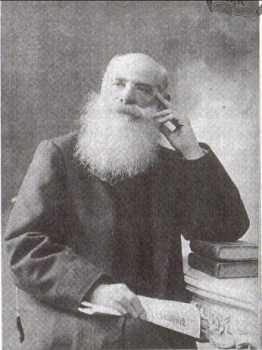
Издатель газеты “Маяк Македонии”, Софоклис Гарполас

Так болгарские источники пишут, что газета публиковала информацию о том, что учителя только что созданной болгарской гимназии города культивировали ненависть к грекам
Газета была закрыта в 1893 году. 
С 1895 по 1912 год газета издавалась под новым именем „Маяк Салоник“. 
Издателем всех трёх исторических салоникских газет, “Гермес”, “Маяк Македонии”, “Маяк Салоник”, был видный греческий журналист, македонянин Софоклис Гарполас.